# Sikong
Sikong (ang. Sagaing) – miasto w Mjanmie, stolica prowincji Sikong. Położone jest nad rzeką Irawadi, w pobliżu miasta Mandalaj. W spisie ludności z 29 marca 2014 roku liczyło 81 432 mieszkańców.

## Galeria obrazów

Sikong - Sagaing
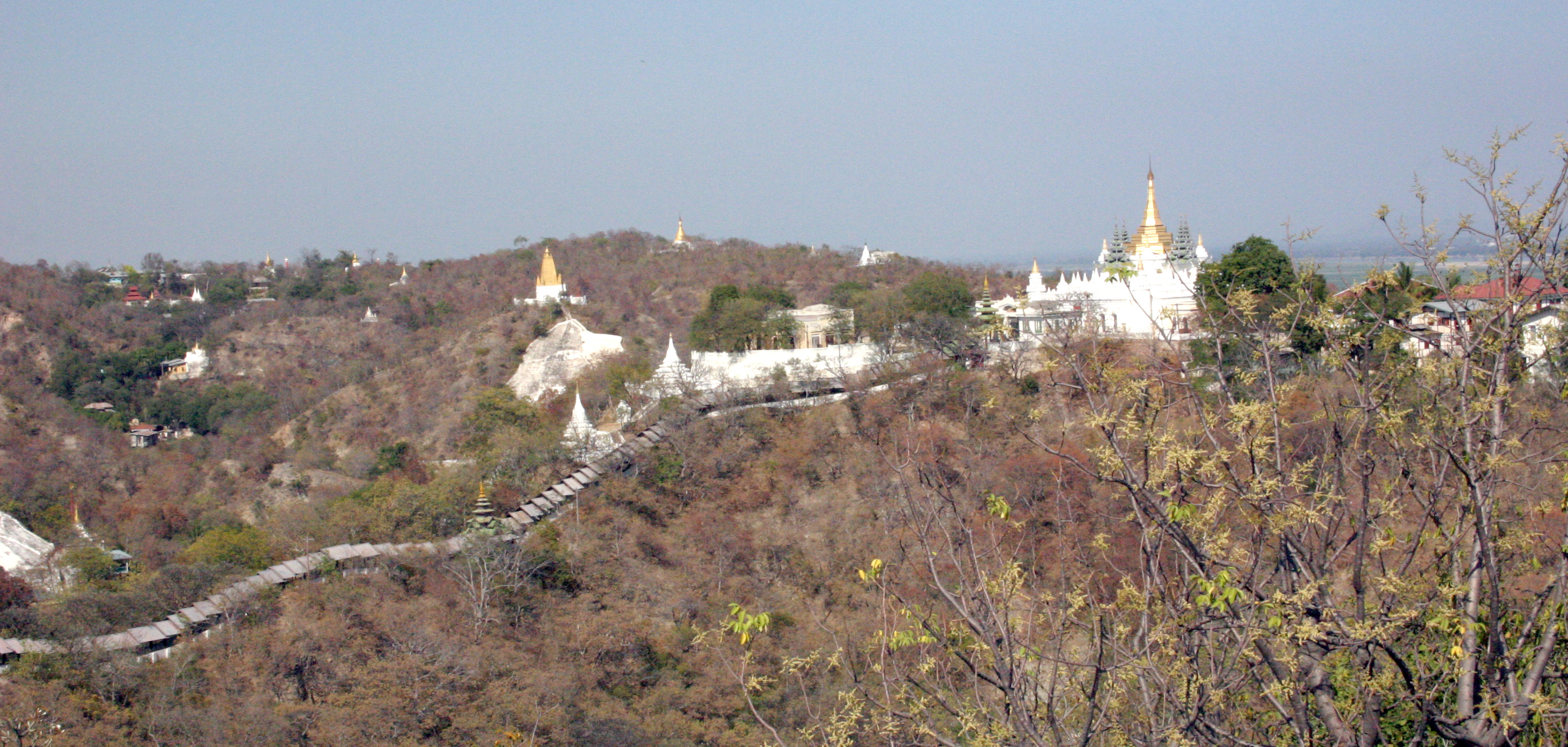
Panorama ze wzgórza Sagaing
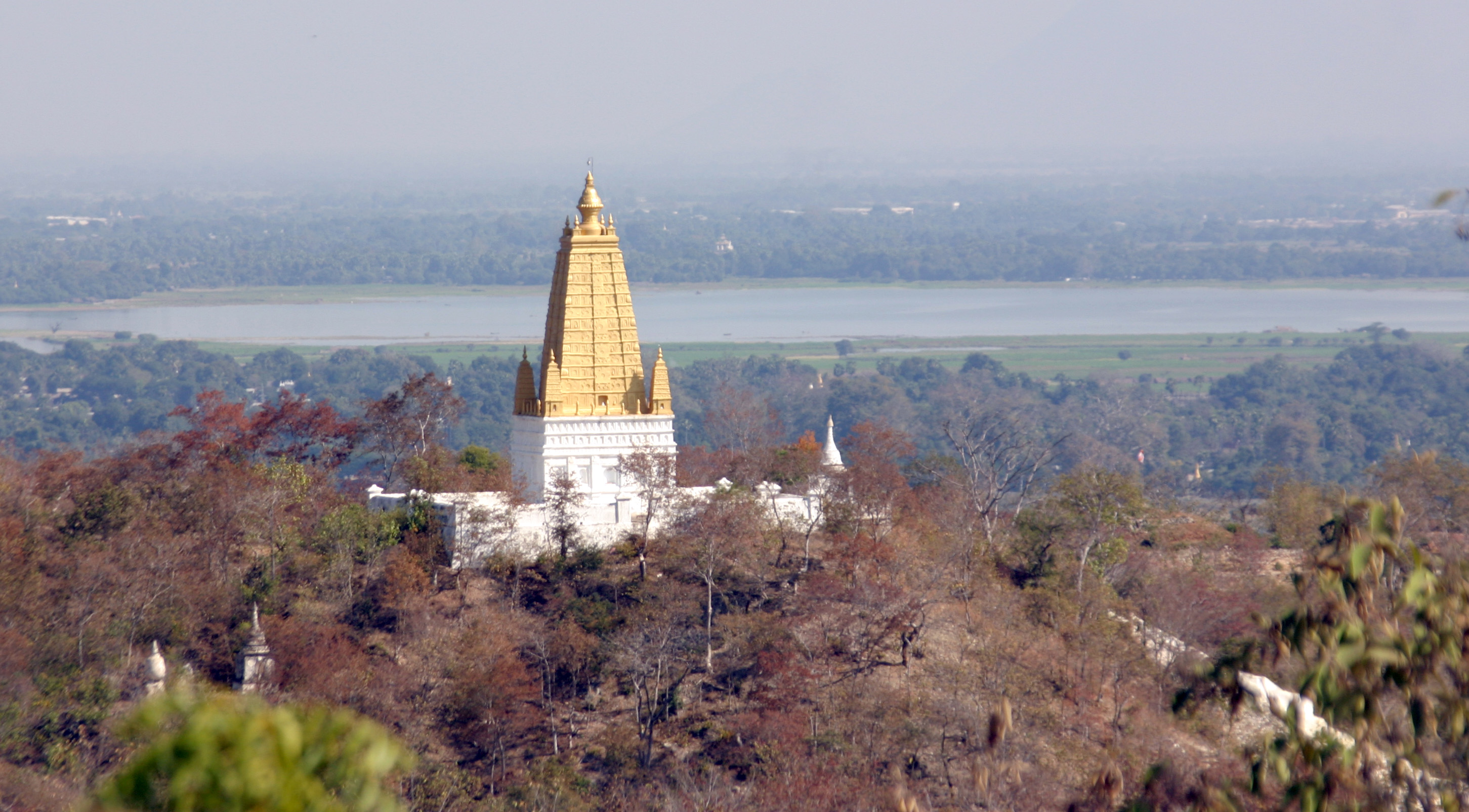
Panorama ze wzgórza Sagaing
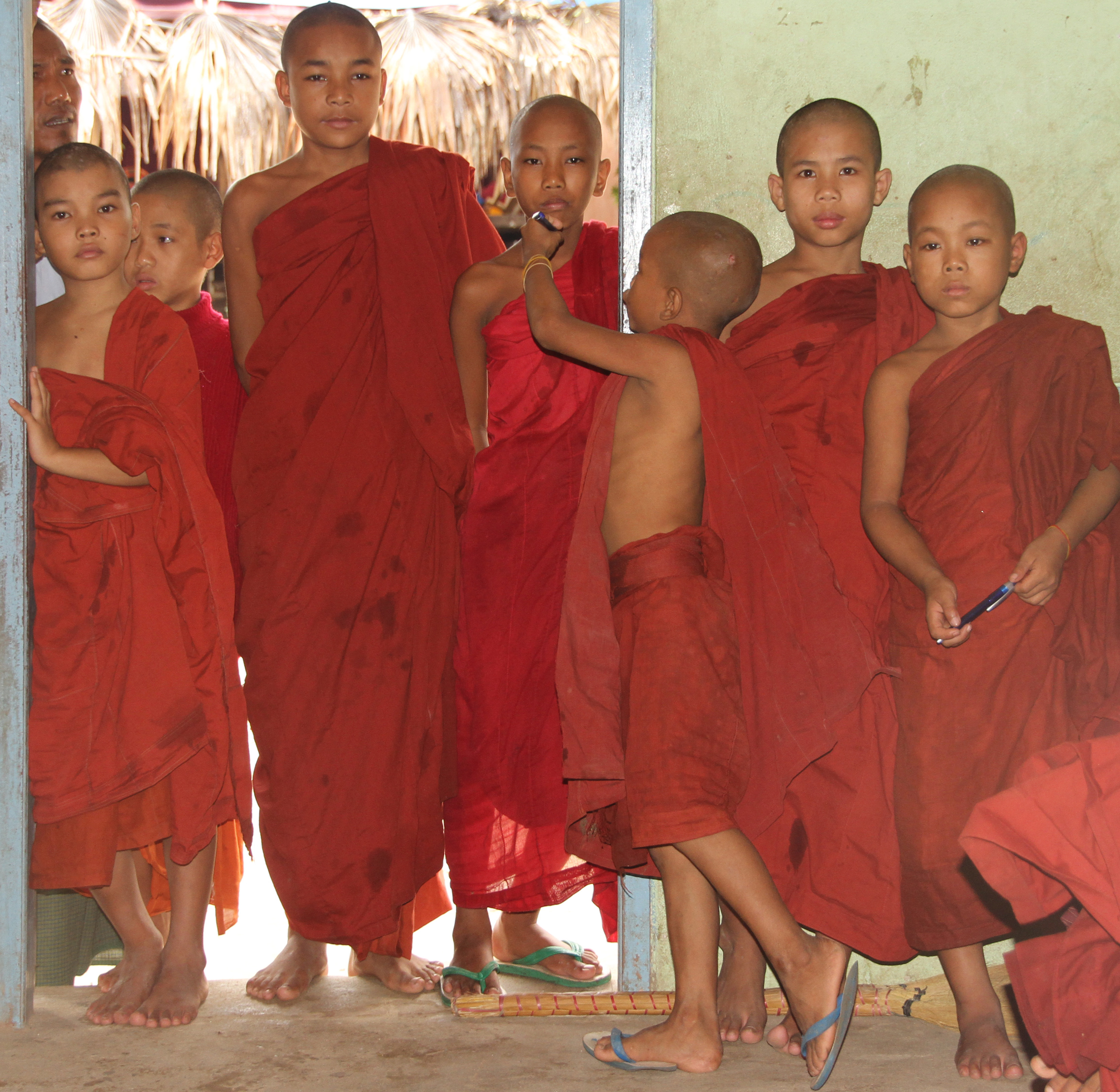
Aung Myae Oo
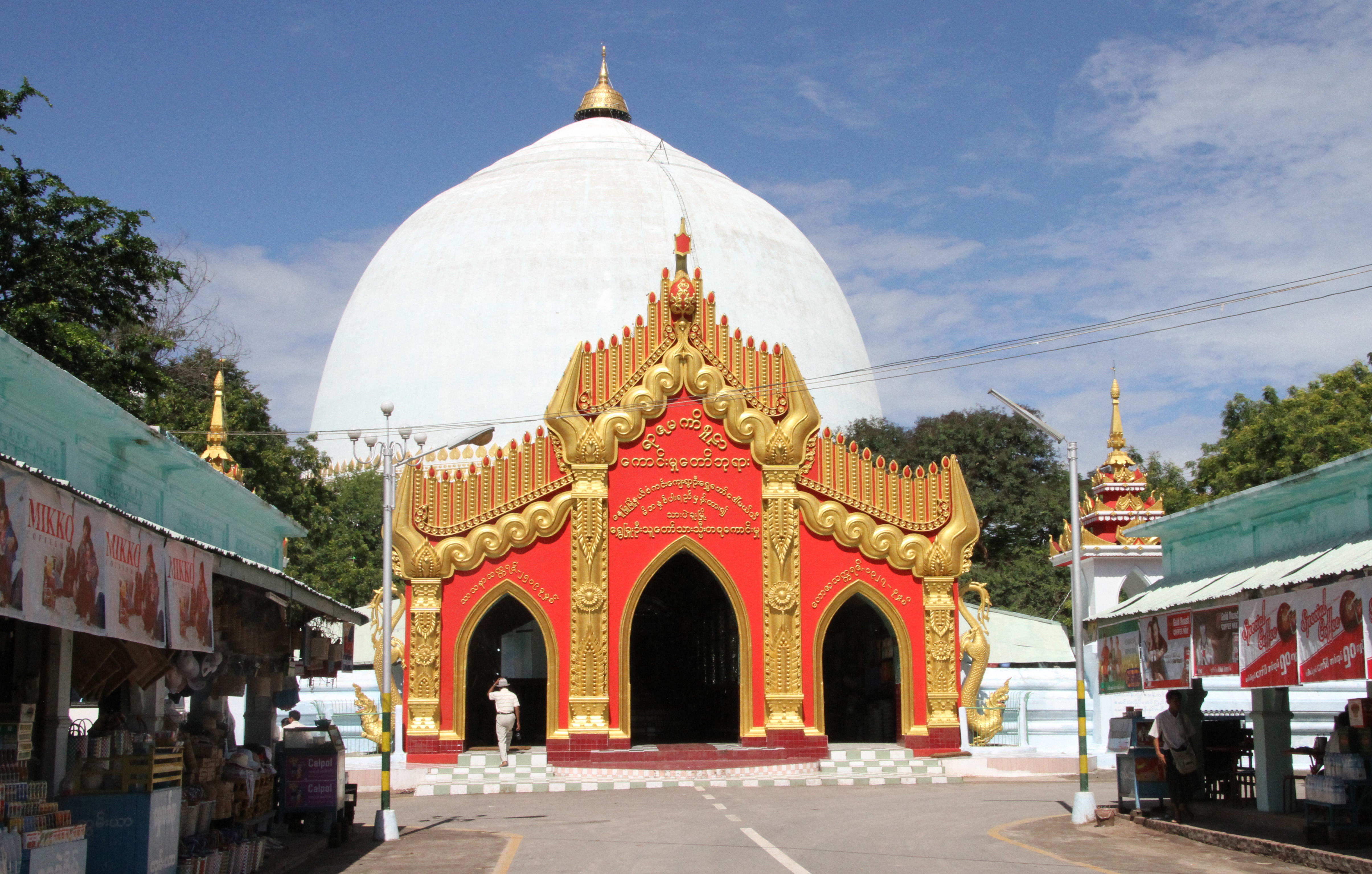
Kaung Hmu Daw
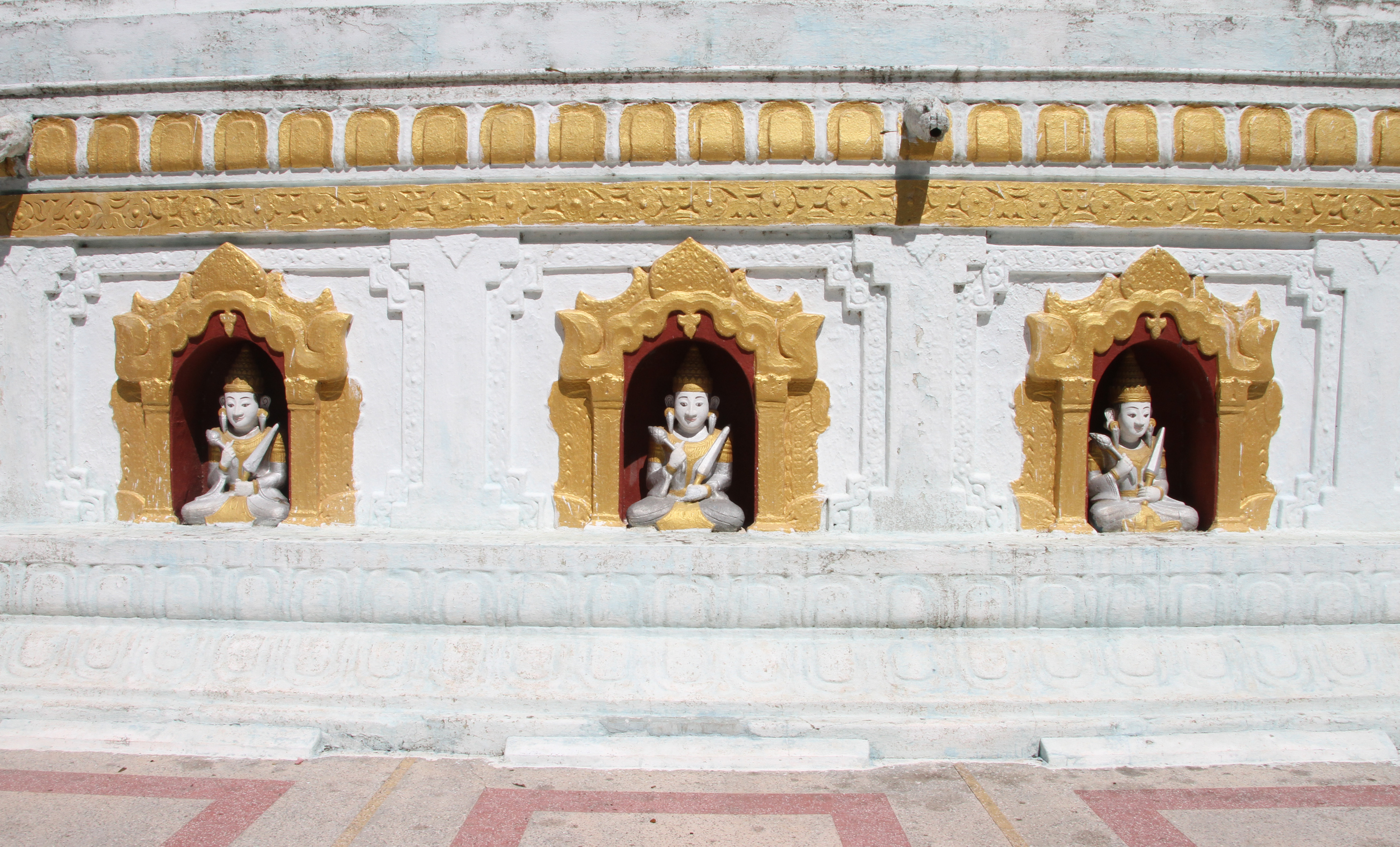
Kaung Hmu Daw
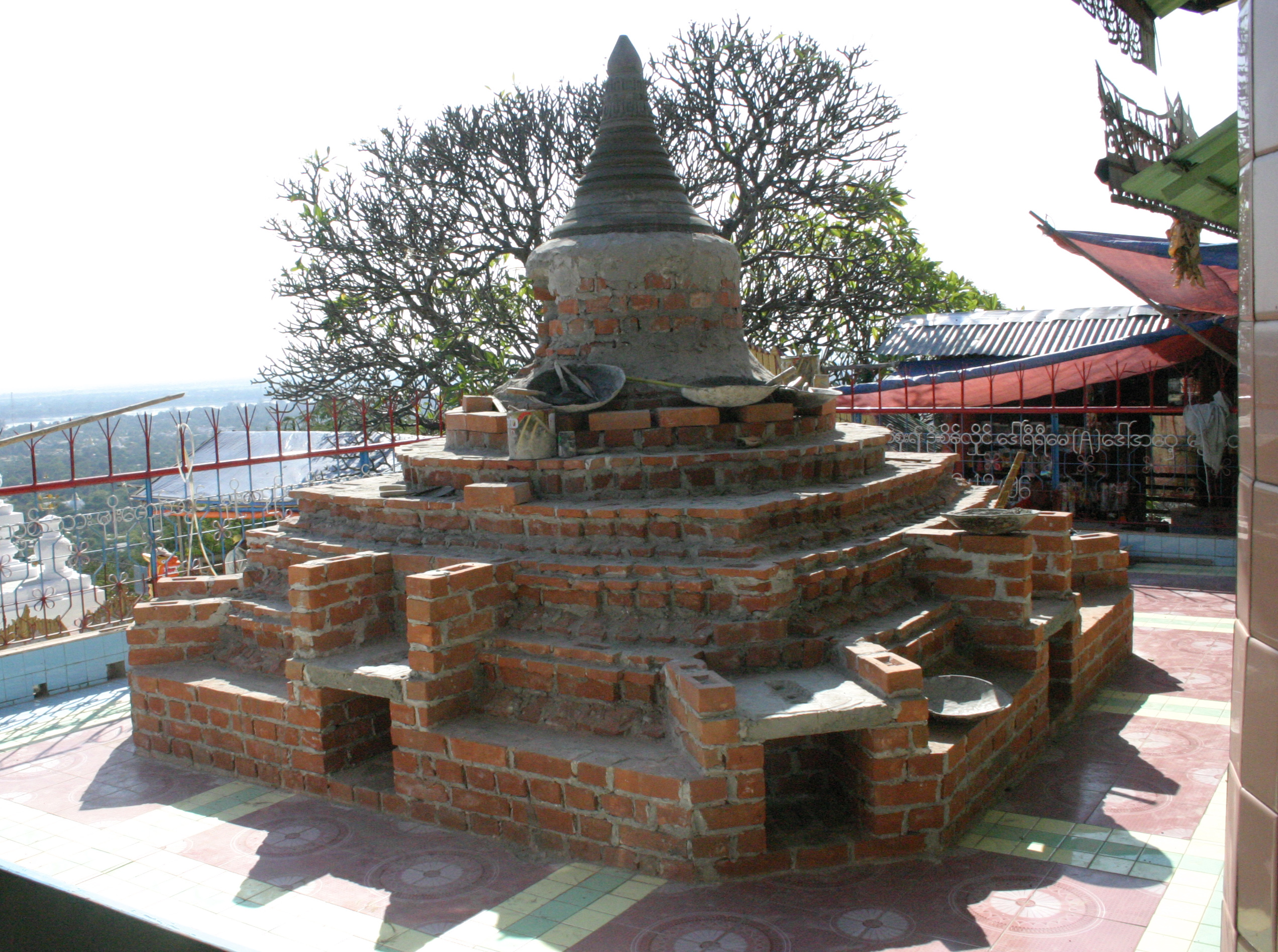
Sun U Ponnya Shin
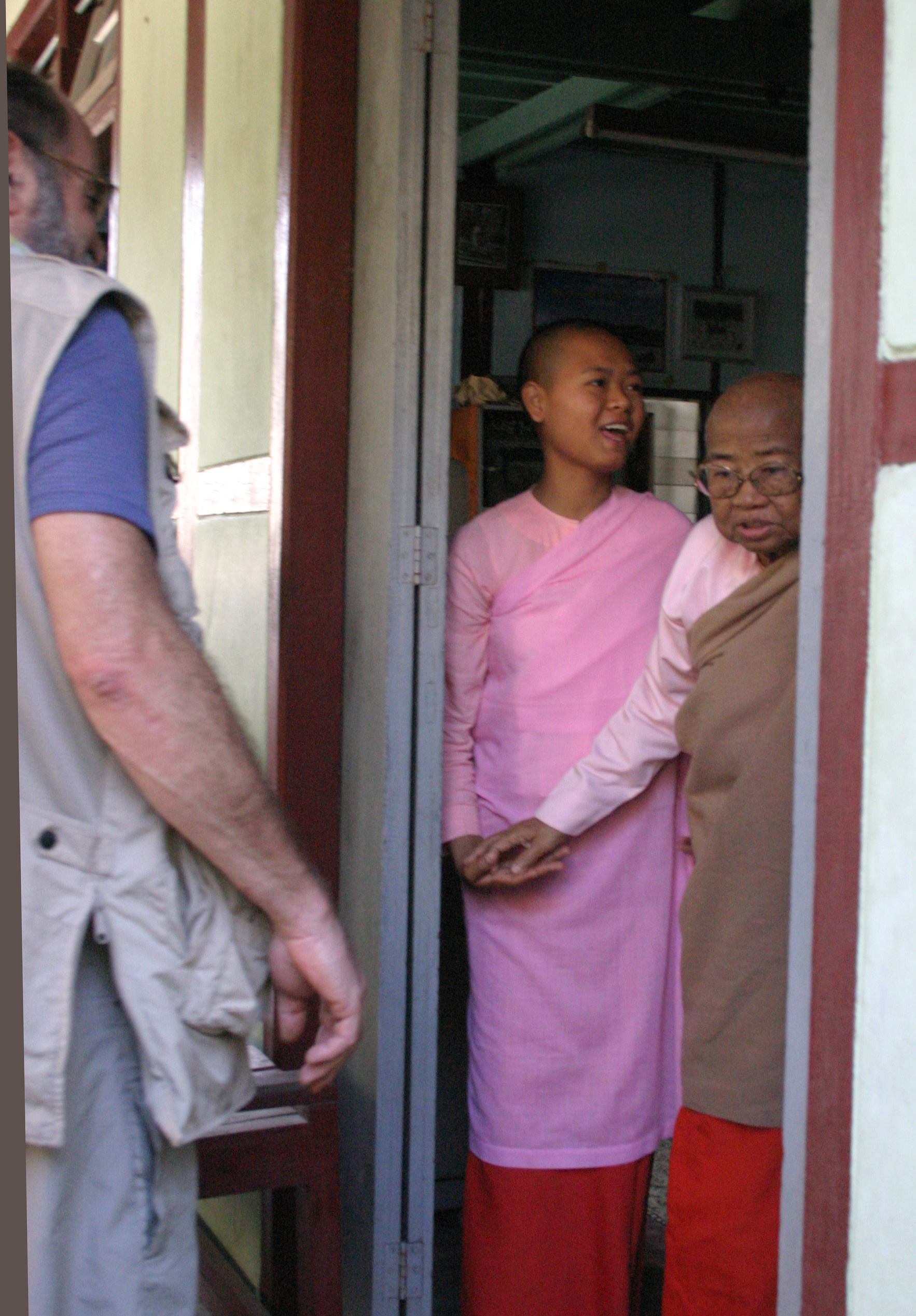
Klasztor żeński Zhaya Theingyi
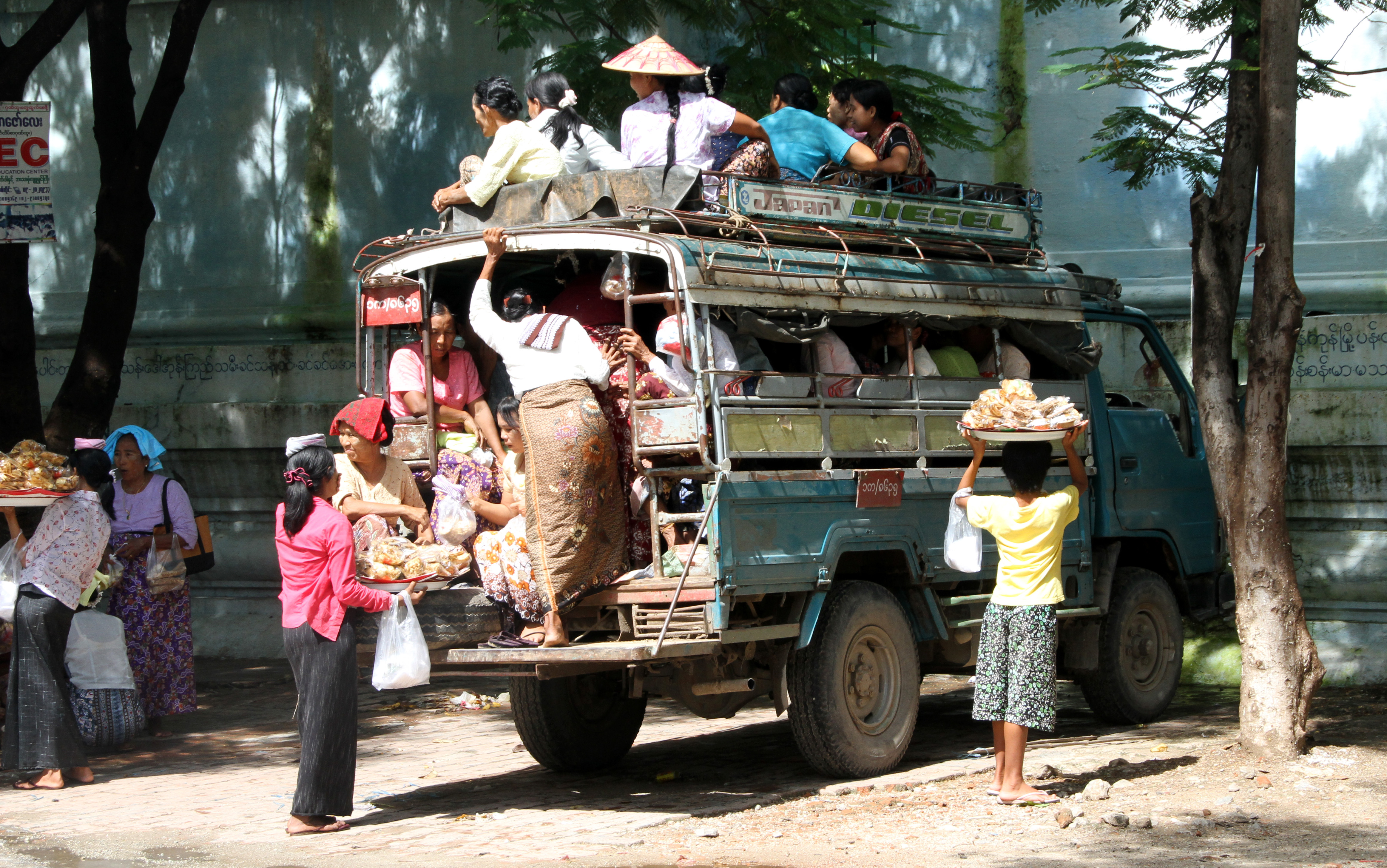
Autobus publiczny
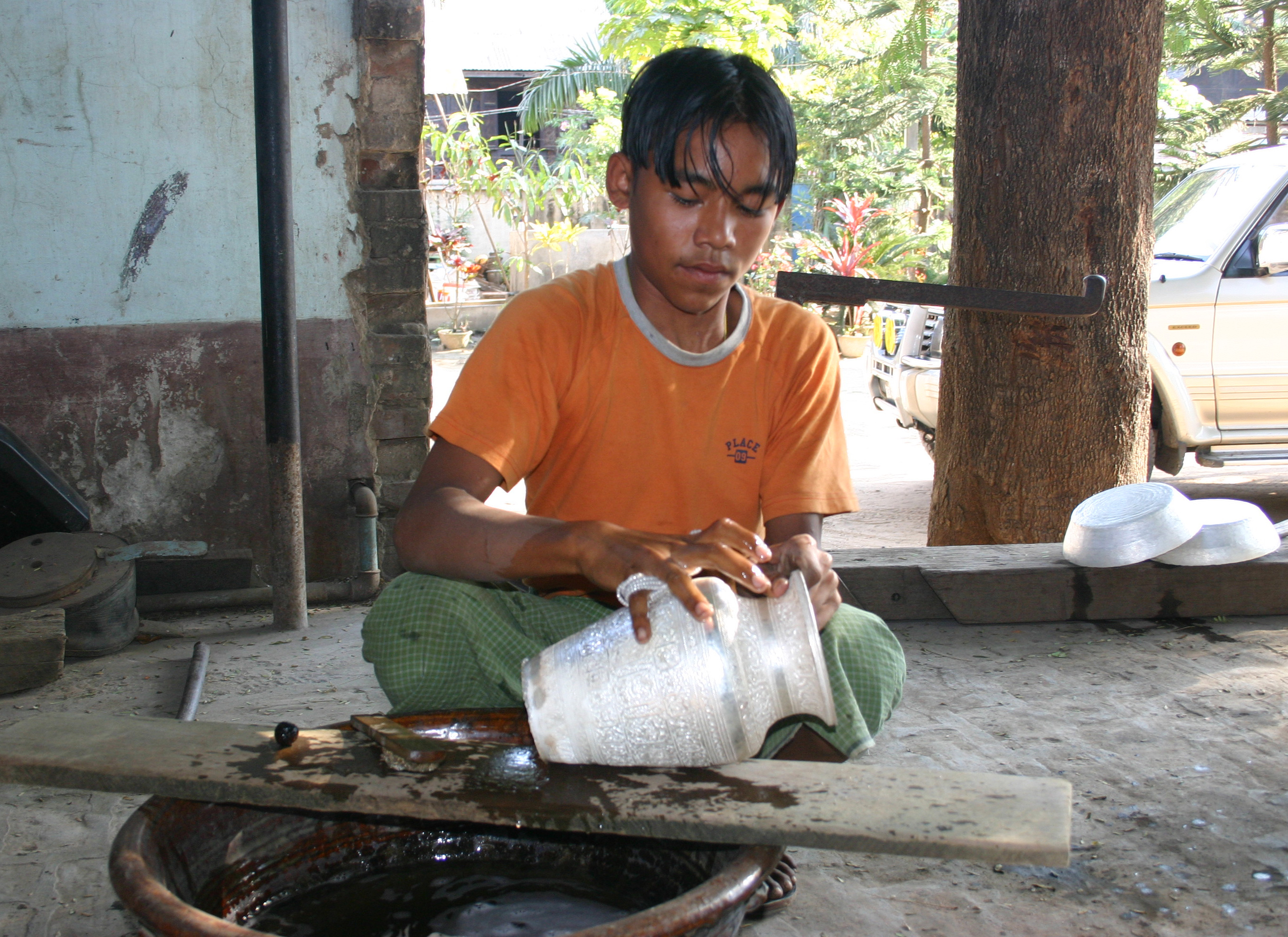
Złotnik
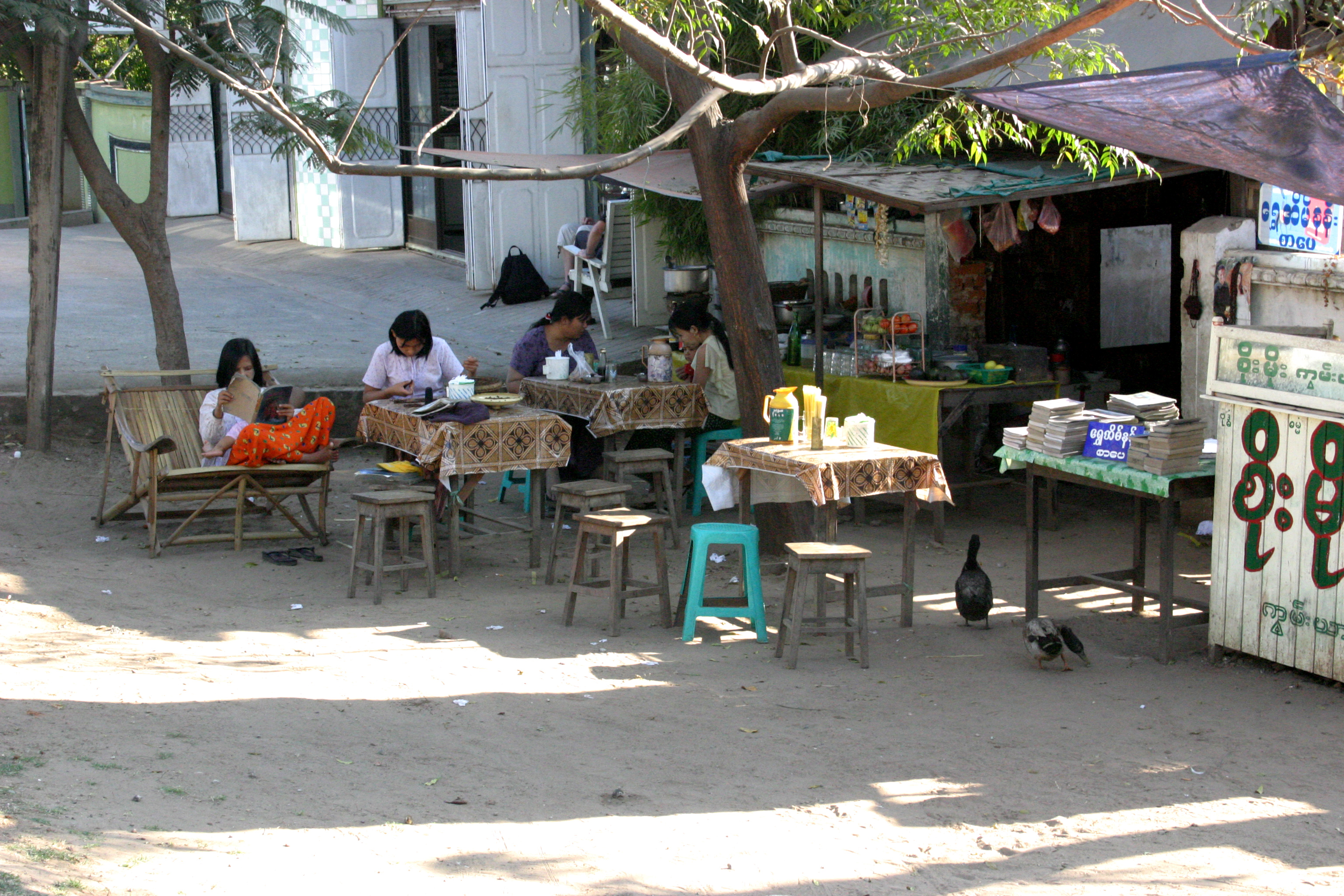
Uliczny bar